# NGC 7740
NGC 7740 is een lensvormig sterrenstelsel in het sterrenbeeld Pegasus. Het hemelobject werd op 27 oktober 1886 ontdekt door de Franse astronoom Guillaume Bigourdan.

## Synoniemen
- ZWG 476.123
- PGC 72216